# Wes Ball
Wes Ball (Florida, 1980. október 28.–) amerikai filmrendező, vizuális effekt- és grafikusszakértő.
Leginkább a James Dashner regénye alapján készült, 2014-ben bemutatott Az útvesztő című film rendezéséről ismert. Ball további rendezései közé tartozik a két folytatás is: Az útvesztő: Tűzpróba (2015) és Az útvesztő: Halálkúra (2018).

## Tanulmányai
Ball a Crescent City Jr./Sr. Középiskolába járt és 1999-ben végzett. 2002-ben megszerezte diplomáját Florida Állam Egyetemén. 2003-ban Ball elnyerte a Diák Oscar-díjat A Work in Progress című rövid animációs filmért.

## Pályafutása
Ball pályafutását hollywoodi filmkészítőként kezdte egy Ruin című animációs rövidfilmmel, amelyet a 20th Century Fox jóváhagyott, majd felajánlották neki, hogy megrendezhesse az Útvesztő filmadaptációját. Az Útvesztő lett Ball első játékfilmje. A film 34 millió dolláros költségvetéssel készült és 348 millió dolláros bevételt hozott világszerte. Nem sokkal a film sikere után Ball első látásra aláírta a megjelenési megállapodást a 20th Century Fox-szal.
Ball-t felkérték a Fall of Gods filmadaptációjának rendezésére, ami egy közösségi finanszírozású, illusztrált regény a dán székhelyű Mood Studios-tól.
2019 decemberében a Walt Disney Studios Motion Pictures és a Fox megbízta Ball-t A majmok bolygója újbóli megalkotásával.

## Filmográfia
| Év   | Magyar cím                     | Eredeti cím                       | Feladatkör | Feladatkör | Megjegyzések                        |
| Év   | Magyar cím                     | Eredeti cím                       | Rendező    | Producer   | Megjegyzések                        |
| ---- | ------------------------------ | --------------------------------- | ---------- | ---------- | ----------------------------------- |
| 2014 | Az útvesztő                    | The Maze Runner                   | Igen       | Nem        |                                     |
| 2015 | Az útvesztő: Tűzpróba          | Maze Runner: The Scorch Trials    | Igen       | Vezető     |                                     |
| 2017 |                                | Phoenix Forgotten                 | Nem        | Igen       |                                     |
| 2018 | Az útvesztő: Halálkúra         | Maze Runner: The Death Cure       | Igen       | Igen       |                                     |
| 2024 | A majmok bolygója: A birodalom | Kingdom of the Planet of the Apes | Igen       | Igen       | társ-forgatókönyvíró: Josh Friedman |

Egyéb közreműködései
| Év   | Magyar cím         | Eredeti cím                                    | Megjegyzések                                        |
| ---- | ------------------ | ---------------------------------------------- | --------------------------------------------------- |
| 2005 |                    | Magnificent Desolation: Walking on the Moon 3D | - pre-vizualizációs szakértő - dokumentum-rövidfilm |
| 2007 |                    | Pirate Master                                  | - grafikus szakértő - televíziós sorozat (1 epizód) |
| 2008 | Orvosság búbánatra | Medicine for Melancholy                        | külön köszönet                                      |
| 2011 | Kezdők             | Beginners                                      | vizuális effektek szakértője                        |